# Amtsgericht Seligenstadt

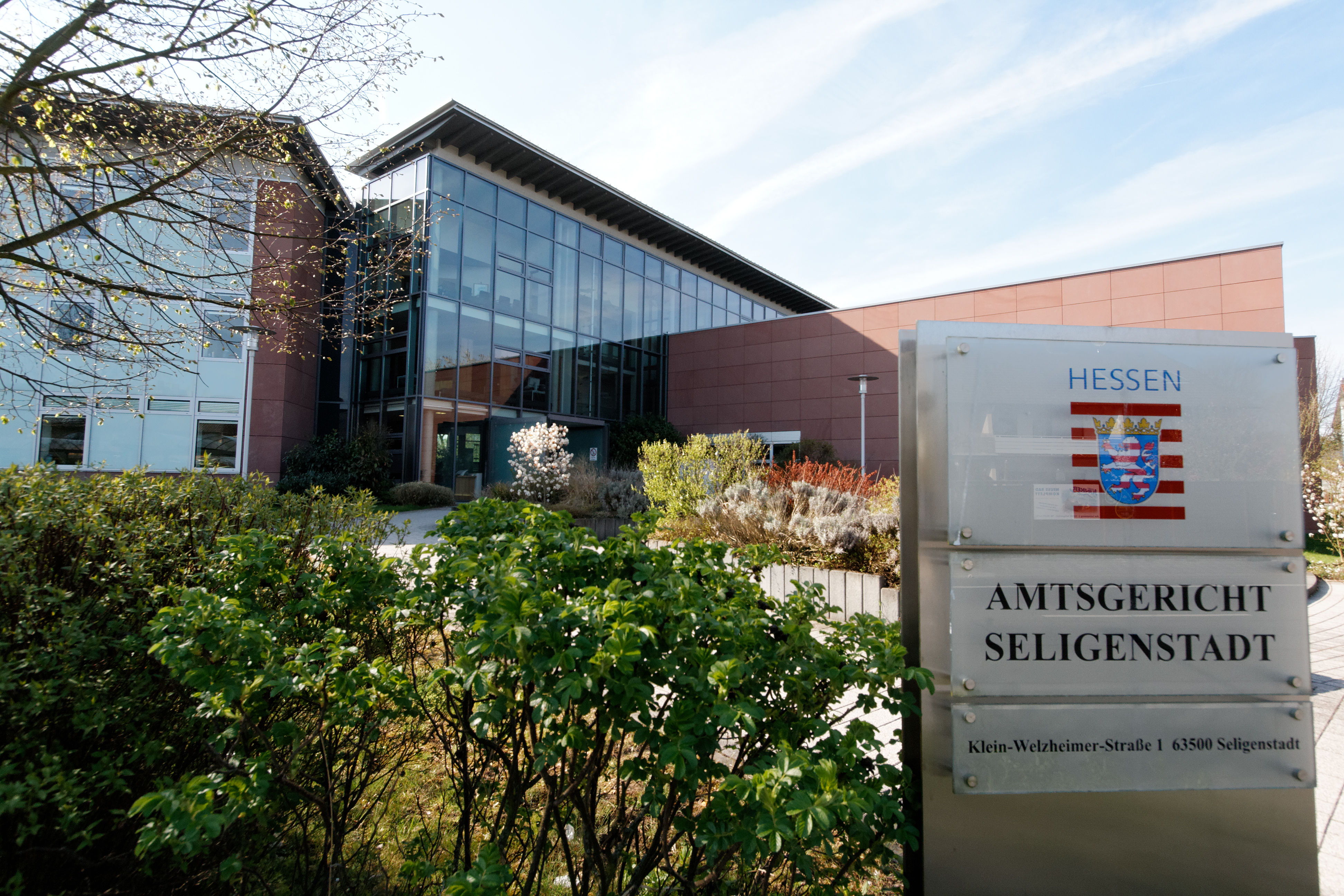
Gerichtsgebäude

Das Amtsgericht Seligenstadt ist ein seit 1879 bestehendes hessisches Amtsgericht mit Sitz in Seligenstadt.

## Gerichtssitz und -bezirk

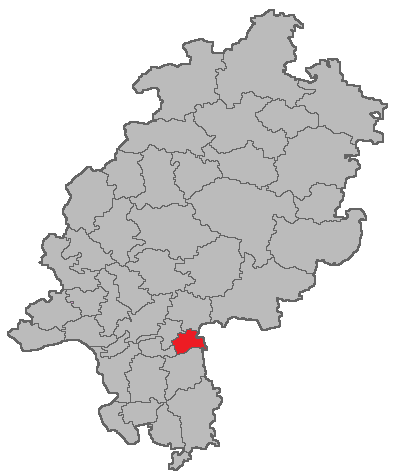
Lage des Amtsgerichtsbezirks Seligenstadt in Hessen

Der Sitz des Gerichtes in Seligenstadt befindet sich in der Klein-Welzheimer Straße 1. Bei seiner Gründung bis in die 1960er Jahre nutzte das Gericht Gebäude des ehemaligen Klosters Seligenstadt. Der Gerichtsbezirk des Amtsgerichts Seligenstadt umfasst die Städte und Gemeinden Hainburg, Mainhausen, Rodgau und Seligenstadt (jeweils inklusive aller Stadt- und Ortsteile). Alle liegen im Landkreis Offenbach.
Übersicht
| Gemeinde          | Herkunft                 | Zugang        | Abgang | Nach                            |
| ----------------- | ------------------------ | ------------- | ------ | ------------------------------- |
| Babenhausen       | Landgericht Seligenstadt | 1879          | 1968   | Amtsgericht Dieburg             |
| Dudenhofen        | Landgericht Seligenstadt | 1879          |        |                                 |
| Froschhausen      | Landgericht Seligenstadt | 1879          |        |                                 |
| Hainhausen        | Landgericht Seligenstadt | 1879          |        |                                 |
| Hainstadt         | Landgericht Seligenstadt | 1879          |        |                                 |
| Harreshausen      | Landgericht Seligenstadt | 1879          | 1968   | Amtsgericht Dieburg             |
| Hergershausen     | Landgericht Seligenstadt | 1879          | 1968   | Amtsgericht Dieburg             |
| Jügesheim         | Landgericht Seligenstadt | 1879          |        |                                 |
| Klein-Auheim      | Landgericht Seligenstadt | 1879          | 1974   | Amtsgericht Hanau               |
| Klein-Krotzenburg | Landgericht Seligenstadt | 1879          |        |                                 |
| Klein-Welzheim    | Landgericht Seligenstadt | 1879          |        |                                 |
| Mainflingen       | Landgericht Seligenstadt | 1879          |        |                                 |
| Nieder-Roden      | Landgericht Seligenstadt | 1879 und 1978 | 1905   | Amtsgericht Dieburg (1905–1978) |
| Rembrücken        | Landgericht Seligenstadt | 1879          | 1948   | Amtsgericht Offenbach           |
| Seligenstadt      | Landgericht Seligenstadt | 1879          |        |                                 |
| Sickenhofen       | Landgericht Seligenstadt | 1879          | 1968   | Amtsgericht Dieburg             |
| Weiskirchen       | Landgericht Seligenstadt | 1879          |        |                                 |
| Zellhausen        | Landgericht Seligenstadt | 1879          |        |                                 |

## Zuständigkeit
Das Amtsgericht Seligenstadt ist in erster Instanz zuständig für alle Gerichtssachen innerhalb seines Gerichtsbezirks mit Ausnahme von Schöffen- und Jugendschöffengerichts-, Handels-, Genossenschafts-, Vereinsregister- und Insolvenzsachen, die in die Zuständigkeit des Amtsgerichts Offenbach fallen. Ebenfalls nicht zuständig ist das Amtsgericht Seligenstadt für Mahnsachen, die hessenweit das Amtsgericht Hünfeld bearbeitet, und für Partnerschaftsregistersachen, die in Hessen ausschließlich dem Amtsgericht Frankfurt am Main obliegen.

## Geschichte

### Gründung

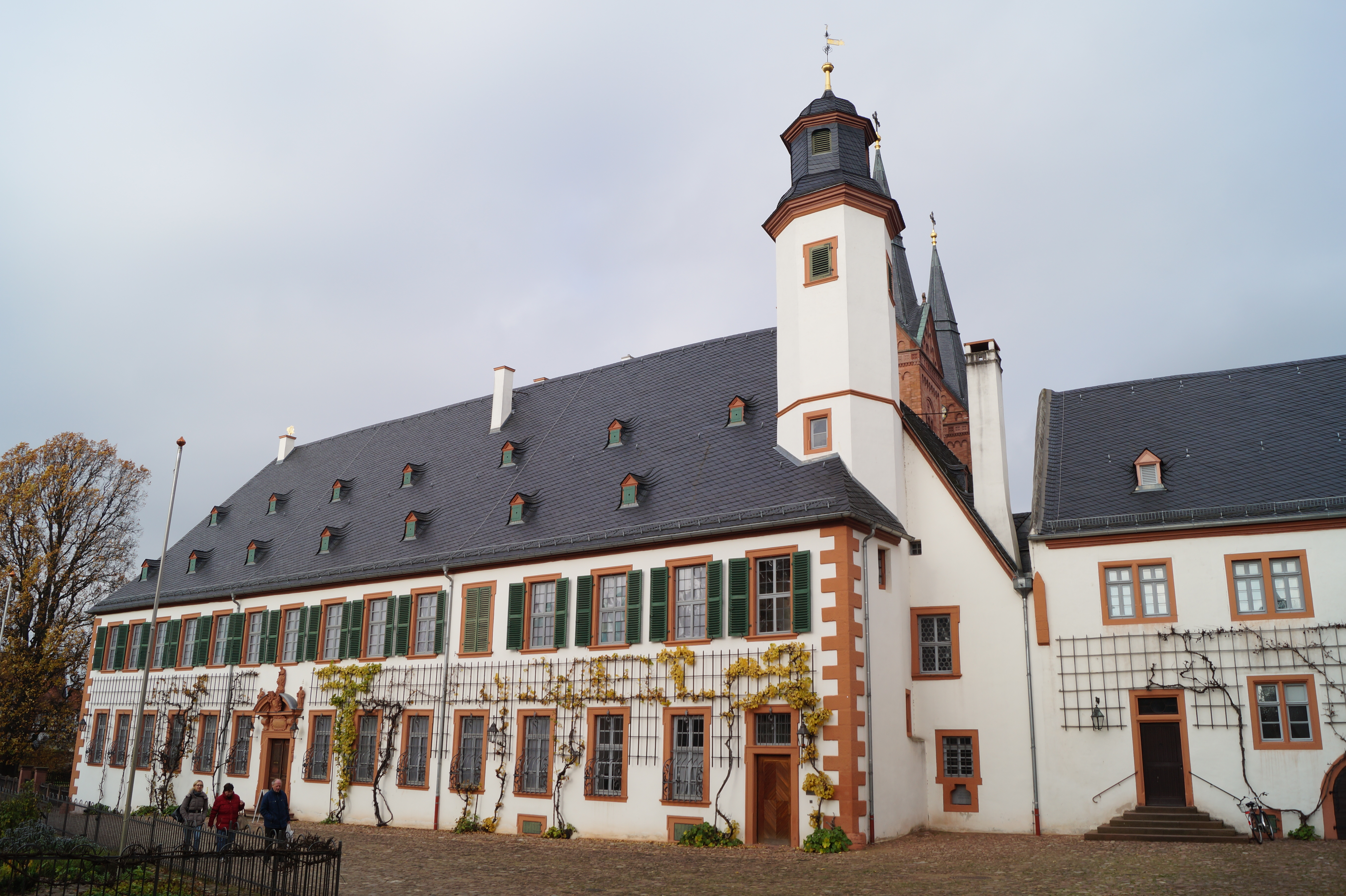
Erster Sitz des Gerichts: Das ehemalige Kloster Seligenstadt

Mit dem Gerichtsverfassungsgesetz von 1877 wurden Organisation und Bezeichnungen der Gerichte reichsweit vereinheitlicht. Zum 1. Oktober 1879 hob das Großherzogtum Hessen deshalb die Landgerichte auf, die bis dahin in den rechtsrheinischen Provinzen des Großherzogtums die Gerichte erster Instanz gewesen waren. Funktional ersetzt wurden sie durch Amtsgerichte. So ersetzte das Amtsgericht Seligenstadt das Landgericht Seligenstadt bei leicht veränderter örtlicher Zuständigkeit. „Landgerichte“ nannten sich nun die den Amtsgerichten direkt übergeordneten Obergerichte. Das Amtsgericht Seligenstadt wurde dem Bezirk des Landgerichts Darmstadt zugeordnet.

### Weitere Entwicklung
Als zum 1. Juli 1905 das Amtsgericht Dieburg seine Tätigkeit aufnahm, wurde Nieder-Roden dessen Gerichtsbezirk zugeteilt, kam aber 1978 zurück (siehe unten).
Mit Wirkung vom 1. Mai 1948 wurde die Gemeinde Rembrücken vom Amtsgerichtsbezirk Seligenstadt abgetrennt und dem Amtsgerichtsbezirk Offenbach zugeschlagen.
Zum 1. Juli 1968 wurden einige Gemeinden an das Amtsgericht Dieburg abgegeben (siehe Übersicht).
Nach der Eingemeindung von Klein-Auheim nach Hanau 1974 wurde auch die gerichtliche Zuständigkeit zum 1. Juli 1974 an das Amtsgericht Hanau übertragen.
Analog wurde verfahren, als Nieder-Roden zum 1. Mai 1978 nach Rodgau eingemeindet wurde und damit zum Bezirk des Amtsgerichts Seligenstadt zurückkehrte.

## Übergeordnete Gerichte
Dem Amtsgericht Seligenstadt übergeordnet ist das Landgericht Darmstadt und im weiteren Instanzenzug das Oberlandesgericht Frankfurt am Main und der Bundesgerichtshof.

## Richter
- Ulrich Wetzel (* 1956), 2011–2022 Amtsgerichtsdirektor